# Cobaea flava
Cobaea flava är en blågullsväxtart som beskrevs av L. A. Prather. Cobaea flava ingår i släktet Cobaea, och familjen blågullsväxter. Inga underarter finns listade i Catalogue of Life.